# Гафурійська сільська рада
Гафурі́йська сільська рада (рос. Гафурийский сельский совет) — муніципальне утворення у складі Буздяцького району Башкортостану, Росія. Адміністративний центр — село Гафурі.
Станом на 2002 рік існували Гафурійська сільська рада (село Михайловка, присілки Новоклімово, Сиртланово, селища Будка 1417, Гафурі, Комсомольського Отділення, Політотділовського отділення Буздяцького совхоза) та Ташликульська сільська рада (села Нікольське, Ташликуль, присілки Владимировка, Вознесенка), які 2008 року були об'єднані.

## Населення
Населення — 2038 осіб (2019, 2378 у 2010, 2562 у 2002).

## Склад
До складу поселення входять такі населені пункти:
| Населений пункт        | Населення, осіб (2002) | Населення, осіб (2010) |
| ---------------------- | ---------------------- | ---------------------- |
| Будка 1417, селище     | 32                     | -                      |
| Владимировка, присілок | 5                      | 0                      |
| Гафурі, село           | 641                    | 609                    |
| Вознесенка, присілок   | 140                    | 181                    |
| Комсомол, село         | 348                    | 316                    |
| Михайловка, село       | 308                    | 296                    |
| Нікольське, село       | 318                    | 270                    |
| Новокілімово, присілок | 77                     | 88                     |
| Розсвіт, село          | 311                    | 265                    |
| Сиртланово, присілок   | 42                     | 35                     |
| Ташликуль, село        | 340                    | 318                    |